# Luftwaffen SV Stettin
Luftwaffen SV Stettin – niemiecki wojskowy klub piłkarski z siedzibą w pomorskim mieście Stettin, obecnie Szczecin w Polsce. 
W sezonie 1940/1941 klub zdobył mistrzostwo Gruppe West Gauligi Pommern, a w 1944 mistrzostwo Szczecina.
Klub swoje mecze rozgrywał na stadionie Arkonii Szczecin.